# Fern Park, Florida
Fern Park är en ort (CDP) i Seminole County, i delstaten Florida, USA. Enligt United States Census Bureau har orten en folkmängd på 7 704 invånare (2010) och en landarea på 5,2 km².